# Török nyelvtan
A török nyelvtan, akárcsak a magyar, ragokra, toldalékokra épül (agglutináló nyelv), melyek minden esetben igazodnak a szó hangrendjéhez, azaz az utolsó szótag magánhangzójától függenek. A főnévragozás hat esetet ismer (alanyeset, tárgyeset, birtokos eset, közelítő/részes eset, helyhatározó eset és távolító eset). A török nyelv a hagyományos három igeidő (és azok folyamatos alakjai) mellett használja még a régmúlt és a bizonytalan múlt fogalmát is. A török mondatok szórendje általában alany-tárgy-állítmány (Ali Burcu'yu seviyor – Ali Burcut szereti).

## Hangtan

### Ábécé
A török nyelv leírásához az arab ábécét használták a 13. századtól egészen 1928. november 28-áig, amikor Mustafa Kemal Atatürk hivatalossá tette a latin (európai) írást. A latin ábécé kiegészül a pont nélküli i-vel (ı), valamint a ç ğ ş ö ü betűkkel.
A török ábécé fonetikus, azaz úgy írjuk, ahogy olvassuk, de előfordul benne néhány kivétel.
Betűi:
- a b c ç d e f g ğ h i ı j k l m n o ö p r s ş t u ü v y z
- A B C Ç D E F G Ğ H İ I J K L M N O Ö P R S Ş T U Ü V Y Z
- Magas (elöl képzett) magánhangzók: e, i, ö, ü
- Mély (hátul vagy középen képzett) magánhangzók: a, ı, o, u

A török nyelvben van egy magánhangzóbetű, ami csak arab eredetű szavakban fordul elő: â (ejtése mint a magyar á, vagy az előtte álló mássalhangzót palatalizálja). Általában "sima" a-ként írják, de mivel néhány esetben az adott szó jelentését megváltoztatja, használata előfordul, pl. hala – nagynéni, hâlâ – még. A hâlâ szóban mind a kétféle kiejtése megnyilvánul, az első â a magyar á-hoz hasonló, míg a második rövidebb, de az előtte álló l-t palatalizálja.
Régebben használatos volt még az î betű is, ami a hosszú [í] hangot jelölte, például a resmî 'hivatalos' szóban, de ma már nem használják hivatalosan.
- A betűk kiejtése példákkal:

| ç | [cs]: çok [csok] 'sok' |
| c | [dzs]: can [dzsan] 'lélek' |
| e | Szótagvégi /m, n, l, r, z/ előtt a magyar e-nél nyíltabb /æ/ (ben 'én', gel 'gyere'), eɡyébként a magyar e-nél zártabb /e/ (beni 'engem', gelin = 'jöjjön <Ön>') |
| ı | Ajakkerekítés nélküli u, IPA-jele az /ɯ/. Ahogy az u az ü veláris (hátul képzett) párja, az ı az i veláris párja. Például: sıfır = nulla. Hasonló, de nem hátul, hanem középen képzett (centrális) hang az orosz ы („jerü”), a lengyel y, illetve a román nyelv â, ill. î betűvel jelölt hangja, melyeknek IPA-jele az /ɨ/. |
| j | [zs]: jeton [zseton] 'zseton' |
| r | Magánhangzó előtt mint a magyar r: para 'pénz', szótaɡ végén lágyabban, az anɡol r-hez hasonlóan ejtik [ɹ]: arkadaş [arkadas] 'barát'; szó elején és végén pedig réshanggá is válhat: szó elején ez a réshang zöngés [ɾ̝]: resim 'kép', szó végén pedig zöngétlen [ɾ̝̊]: onlar 'ők'                                            |
| s | [sz]: masal [maszal] 'mese' |
| ş | [s]: şu [su] 'az <mutató névmás>' |
| ğ | Magas magánhangzó után halvány [j]: eğer [ejer] 'ha' Mély magánhangzó után néma: ağaç [aacs] 'fa', s ha ilyenkor szótagzáró helyzetben van, megnyújtja az előtte álló magánhangzót (pótlónyúlás): oğlu [ólu] 'a fia' |
| v | Labiodentális (a felső fogsor és az alsó ajak közelítésével képzett) félhangzó [ʋ]: Avrupa [kb.: avrupa] 'Európa', zöngétlen mássalhangzó után [v]: cetvel [dzsetvel] 'lista' |
| y | [j]: yağmur [jámur] 'eső'; nyomatékos ejtés esetén zöngés réshang: [ʝ] |

A k, g, l ejtése magas magánhangzó előtt/után, valamint â betű előtt enyhén jésített (palatalizált), vö. magyar király, gitár. Példák: köpek 'kutya', gelmek 'jönni', hâlâ 'még mindig'. Az l ejtése egyéb esetben velarizált, pl. kolay 'könnyű', bulmak 'találni'.

A q, w, x betűk hiányoznak a török betűkészletből. Az itt fel nem sorolt betűk kiejtése nagyjából megegyezik a magyarral.

### Magánhangzók
A toldalék magánhangzójának a szó utolsó szótagjában lévő magánhangzóhoz kell illeszkednie.
ada ⇔ ada-da
ev ⇔ ev-de
A toldalékok két csoportra oszlanak:
- kétalakú (-a/-e)
- négyalakú (-i/-ı/-ü/-u)
- kétalakú toldalékok szabálya:
  - e típusú toldalékot használunk, ha a szó utolsó mgh-ja: e, i, ö, ü (Például sizin+le 'veletek/önnel')
  - a típusú toldalékot használunk, ha a szó utolsó mgh-ja: a, ı, o, u (Például yıldız+lar 'csillagok')
- négyalakú toldalékok szabálya:
  - i típusú toldalékot használunk, ha a szó utolsó mgh-ja: e, i
  - ü típusú toldalékot használunk, ha a szó utolsó mgh-ja: ö, ü
  - ı típusú toldalékot használunk, ha a szó utolsó mgh-ja: a, ı
  - u típusú toldalékot használunk, ha a szó utolsó mgh-ja: o, u

### Mássalhangzók
|                                                  | Ajakhang (Bilabiális) | Ajakhang (Bilabiális) | Ajak- foghang Labiodentális) | Ajak- foghang Labiodentális) | Dentális | Dentális | Fogmeder- hang (Alveoláris) | Fogmeder- hang (Alveoláris) | Poszt- alveoláris | Poszt- alveoláris | Elő- szájpadlás (Palatális) | Elő- szájpadlás (Palatális) | Utó- szájpadlás (Veláris) | Utó- szájpadlás (Veláris) | Gégehang (Glottális) | Gégehang (Glottális) |
| ------------------------------------------------ | --------------------- | --------------------- | ---------------------------- | ---------------------------- | -------- | -------- | --------------------------- | --------------------------- | ----------------- | ----------------- | --------------------------- | --------------------------- | ------------------------- | ------------------------- | -------------------- | -------------------- |
| Zárhang (Plozíva)                                | p                     | b                     |                              |                              | t        | d        |                             |                             |                   |                   | c                           | ɟ                           | k                         | g                         |                      |                      |
| Orrhang (Nazális)                                | m                     | m                     |                              |                              | n        | n        |                             |                             |                   |                   |                             |                             |                           |                           |                      |                      |
| Réshang (Frikatíva)                              |                       |                       | f                            | v                            | s        | z        |                             |                             | ʃ                 | ʒ                 |                             |                             |                           | ɣ                         | h                    |                      |
| Zár-réshang (Affrikatíva)                        |                       |                       |                              |                              |          |          | t͡ʃ                          | d͡ʒ                          |                   |                   |                             |                             |                           |                           |                      |                      |
| Legyintőhang (Flap)                              |                       |                       |                              |                              |          |          | ɾ                           | ɾ                           |                   |                   |                             |                             |                           |                           |                      |                      |
| Közelítőhang (Approximáns)                       |                       |                       |                              |                              |          |          |                             |                             |                   |                   | j                           | j                           |                           |                           |                      |                      |
| Nyelvoldali-közelítőhang (Laterális-approximáns) |                       |                       |                              |                              | ɫ        | ɫ        |                             |                             | l                 | l                 |                             |                             |                           |                           |                      |                      |

- A török nyelvben vannak olyan mássalhangók amelyek után a ragok megváltoznak.

Ezek a mássalhangzók: ç, f, h, k, p, s, ş, t.
Memoriter: Fa paşa çok hasta = Fa pasa nagyon beteg.
Utánuk a toldalék d mássalhangzója t-vé, a c pedig ç-vé alakul.
ev-de         = házban
garaj-da      = garázsban
kapı-cı       = portás
DE
çiçek-te      = virágban
kitap-ta      = könyvben
çiçek-çi      = virágárus
- Magánhangzóval kezdődő toldalékok előtt 4 szóvégi mássalhangzó megváltozik

k → ğ çocuk (gyerek) çocuğ-um (gyerekem)
p → b kitap (könyv)  kitab-ım (könyvem)
t → d dert  (bánat)  derd-im  (bánatom)
ç → c ağaç  (fa)     ağac-ım  (fám)
- A magánhangzóval kezdődő toldalékok y kötőhanggal kapcsolódnak a magánhangzóra végződő szavakhoz

kutu-y-u      = dobozt
Ankaralı-y-ım = ankarai vagyok
- Kivétel: Ha a szó birtokos eset után kap tárgyesetet, és a birtokos rag magánhangzóra végződik, a kötőhang nem y hanem n lesz:

Onun araba-sı-n-ı (arabasını) gördüm = Az ő autóját láttam

## Főnév
Jellegzetességek:
- A török főneveknek nincs nyelvtani nemük.
- Az eredeti török szavak vagy magas, vagy mély hangrendűek.
- A szótövek végéhez illesztett ragjaikkal, képzőkkel, jeleikkel ugyanúgy bánnak, mint mi, sőt ezek is a miénkhez hasonlóan szigorúan hangrendileg illeszkednek a tőszó magánhangzójához.
- Kerülik a mássalhangzó torlódásokat, különösen a szavak elején, például: a spor 'sport' ejtése sıpor; ez a szokás tulajdonnevek ejtésénél is: Stuttgart városának nevét a törökök Sututtgart-nak ejtik.
- Hangrendi okok miatt gyakran alkalmaznak toldalék hangokat ragilleszkedéseknél, például: Yabancı-y-ım. 'Idegen vagyok.'
- A többes számot a magyarhoz hasonlóan csak akkor használják, ha az a mondatbeli összefüggésből másképp nem derül ki. (Két fiú, de: A fiúk játszanak).
- A tulajdonnevekhez a ragok egy aposztróffal kapcsolódnak: Ali'nin 'Alié'.

### A főnevek többes száma
A török nyelvben a főnevek többes számát a -lar/-ler többes jel fejezi ki, de sokkal ritkábban használják, mint a magyarban.
- A többes jel a magánhangzó harmónia törvényei szerint kerül a főnév végére:

ev-ler    = házak
kitap-lar = könyvek
- Akárcsak a magyarban, ha számnév párosul a főnévhez, a többes szám jele elmarad:

İki kitap = két könyv

### Főnévragozás
A főnév ragozható, azaz a mondatbeli szerepétől függően ragokat kap.
A főnévragozásnak 6 esete van a törökben.
- alanyeset
- tárgyeset
- birtokos eset
- közelítő/részes eset
- helyhatározó eset
- távolító eset

Az esetragok természetesen itt is a magánhangzó harmónia elvei szerint illeszkednek. A magánhangzóra végződő névszók tárgy és közelítő esetében a szó és a rag közé egy y kerül, birtokos esetben pedig n hangot kötünk.
Természetesen a többesjellel és a birtokos személyragokkal együtt is állhatnak esetragok, ilyenkor a sorrend a magyarhoz hasonlóan személy-eset, szemben például a finn nyelvvel, amelyben eset-személy a használatos sorrend.

### Alanyeset
Alanyesetben a főnév megegyezik az első szótári alakkal, ilyenkor nem járul hozzá semmilyen esetrag. Ettől függetlenül a többes szám jelét és a birtokos személyragokat felveheti.
- Ev güzel     = A ház szép
- Ev-ler güzel = A házak szépek
- Ev-im güzel  = A házam szép
- Ev-ler-im güzel = A házaim szépek

### Tárgyeset
Csak akkor használjuk ha a tárgy határozott
- Gazete okuyorum = Újságot olvasok

A mondat értelme általános, mert mindegy, milyen újságot olvasok.
DE
- Gazete-y-i okuyorum = Olvasom az újságot

A mondat értelme határozott, mivel konkrét dologról van szó.
- A tárgyeset jelei: (y)-i/-ı/-ü/-u

### Birtokos eset
A birtokos esetet a birtokviszony kifejezésére használjuk.
- Kim-in bu kitap? = Kié ez a könyv
- Ali'n-in…      = Alinak a …-ja/-je
- Gül'ün…        = Gülnek a …-ja/-je

A birtokviszony kifejezésekor a birtokost jelölő szót birtokos esetbe tesszük a birtok pedig harmadik személyű birtokos személyragot kap.
- Gül'ün kitab-ı    = Gül könyve
- Ali'n-in araba-sı = Ali autója

A birtokos személyragozás esetében két rendhagyó alakot kell megjegyezni:
- su       víz           birtokos e: su-y-u
- cami     dzsámi        birtokos e: cami-i

Például:
- portakal suyu = narancslé
- Beyazit camii = Bejazit dzsámi,

A birtokos eset ragjai: (n)-in/-ın/-ün/-un
Nem használunk birtokos esetet, ha a birtokos általános, tehát a tárgyesetre emlékeztet.
- evin damı – a ház teteje.
- ev damı – háztető
- evin bahçesi – a ház kertje
- Gülbaba Bahçesi – Gülbaba-kert

### Részes/közelítő eset
A helyhatározós szerkezetekben a jelzett szó felé való irányultságot, cél felé való mozgást fejez
ki. (A magyarban ezek a toldalékok a -hoz/-hez/-höz; -nak/-nek; -ba/-be; -ra/-re)
Ev-e gidiyorum = Haza megyek
Ankara'y-a gidiyorum = Ankarába megyek
A részes és közelítő eset ragjai: (y)-a/-e
Lényegében megfelel annak a magyar -a, -e toldaléknak, amely az "ide" és "oda" szavak végén találhatóak.

### Eszközhatározós eset
A kivel?, mivel? kérdésre adott válaszban a török nyelv jelet használ, mely a szótól elkülönülve vagy azzal összevonva is használható.
- Az eszközhatározós eset jele: ile / -la/-le (ha magánhangzóra végződik a szó, kiejtéskönnyítő y kerül a szótő és a jel közé)

Ali ile / Ali'yle = Alival

Yağmur ile / Yağmur'la = Yağmurral

kalemle = tollal
Ha névmásokkal használjuk, a névmást birtokos esetbe kell tenni emellett.
például ő-o: vele-onunla (birtokos eset: onun)
- Az ile szócska és értelemben is használatos: Ali ile Zeynep eve döndü. = Ali és Zeynep hazamentek. Ilyenkor nem lehet összevonni a szótővel.

### Helyhatározós eset
Arra a helyre utal, ahol valaki vagy valami tartózkodik (mozgás nélkül). A magyarban ezek a toldalékok a következők: -ban/-ben; -on/-en/-ön; -nál/-nél.
- A helyhatározós eset ragjai: -da/-de vagy a ç, f, h, k, p, s, ş, t után -ta/-te. Lényegében megfelel annak a magyar -t ragnak, amely az "itt" "ott" és "Pécsett" szavak végén használatos.

ev-de         =    a házban

istasyon-da   =    az állomáson

Efes'te       =    Efesben

koltuk-ta     =   fotelben

Mustafa'da    =   Musztafánál

### Távolító eset
- A távolító eset ragjai: -dan/-den vagy ç, f, h, k, p, s, ş, t után -tan/-ten. Lényegében megfelel annak a magyar -nan, -nen ragnak, amely az "innen" és "onnan" szavak végén található.

İstanbul'dan    = Isztambulból

Ev-den          = a házból

Kars'tan        = Karszból

Mehmet'ten      = Mehmettől
- Ez az eset főnévi igenévvel is használható, ilyenkor -ás/-és végű főnévként fordítjuk:

Gez-mek-ten yorgunum = Fáradt vagyok a gyaloglástól

## Névmások

### Mutató névmások
Ha a tárgy vagy a személy pontosan meg van határozva, akkor mutató névmással is fordíthatjuk a magyar határozott névelőt.
- A törökben három mutató névmás létezik:
  - bu ez (legközelebbi)
  - şu ez (közeli)
  - o  az (távoli)
- Ezek a névmások a főneveket is helyettesítik:

Bu araba benim, şu senin. = Ez az autó az enyém, az a tied.

#### A mutató névmások ragozása
| Alanyeset | Tárgyeset | Birtokos eset | Részes eset | Helyhatározós eset | Távolító eset |
| bu        | bunu      | bunun         | buna        | bunda              | bundan        |
| şu        | şunu      | şunun         | şuna        | şunda              | şundan        |
| o         | onu       | onun          | ona         | onda               | ondan         |

### Személyes névmások
| ben   | én |
| sen   | te |
| o     | ő  |
| biz   | mi |
| siz   | ti |
| onlar | ők |

#### A személyes névmások ragozása
| Alanyeset | Tárgyeset | Birtokos eset | Részes eset | Helyhatározós eset | Távolító eset |
| ben       | beni      | benim         | bana        | bende              | benden        |
| sen       | seni      | senin         | sana        | sende              | senden        |
| o         | onu       | onun          | ona         | onda               | ondan         |
| biz       | bizi      | bizim         | bize        | bizde              | bizden        |
| siz       | sizi      | sizin         | size        | sizde              | sizden        |
| onlar     | onları    | onların       | onlara      | onlarda            | onlardan      |

## Igék
A múlt idő jele a magyar nyelv kért, illetve futott szóalakjaiban található -t/-tt jelekre emlékeztet: d, illetve zöngétlenedés esetén t:
- gelmek (jönni) → geldim (jöttem)
- almak (venni) → aldın (vettél)
- içmek (inni) → içtiniz (ittatok)
- koşmak (futni) → koştular (futottak)

A feltételes mód jele és illeszkedése, illetve az igék tagadása is a miénkhez hasonló, ez utóbbi azonban ragozott formában nem az igét előzi meg, hanem képzőként közvetlenül az igetőhöz kapcsolva áll:
- anladım (értettem) → anlamadım (nem értettem)
- istiyorum (akarok, szeretnék) → istemiyorum (nem akarok, nem szeretnék)

A török nyelvben ritkán használnak segédigét, és az indoeurópai típusú "bírni" szerkezeti forma helyett is a magyarhoz hasonlóan "neki van" alakot használnak:
(Benim) altı tavuğum var – (Nekem) hat tyúkom van.
Tarkan'ın yeni bir şarkısı var – Tarkannak van egy új dala.

### A létezés kifejezése
A török nyelvben a létezés kifejezése nem igével történik, hanem személyragokkal:
şeftali = barack ucuz = olcsó
azaz: şeftalı ucuz = a barack olcsó
Azokban a mondatokban, ahol az alanyt névmás fejezi ki, a szóhoz hozzá kell illeszteni a személyrag megfelelő alakját.
- Angol vagyok = İngiliz-im
- Magyar vagyok = Macar-ım
- Török vagyok = Türk-üm
- Orosz vagyok = Rus-um

A lenni ige megfelelője az olmak, amit inkább „történni”, „valamilyenné válni/valamilyennek lenni” jelentésben használnak, például hamile olmak: teherbe esni, azaz „állapotossá válni”; istedim, ama olmadı: „szerettem volna, de nem sikerült”, azaz szó szerint „nem történt meg/nem lett”.

### Személyragok
A török nyelvben a személyragok az igeidő jeléhez illeszkednek a magánhangzó-harmónia szerint:
| ben (én)   | -im/ım/üm/um             |
| sen (te)   | -sin/sın/sün/sun         |
| o (ő)      | -Ø                       |
| biz (mi)   | -iz/ız/üz/uz             |
| siz (ti)   | -siniz/sınız/sünüz/sunuz |
| onlar (ők) | -lar/-ler                |

Múltidőben:
| ben (én)   | -dim/dım/düm/dum         |
| sen (te)   | -din/dın/dün/dun         |
| o (ő)      | -di/-dı/-dü/-du          |
| biz (mi)   | -dik/dık/dük/duk         |
| siz (ti)   | -diniz/dınız/dünüz/dunuz |
| onlar (ők) | -dılar/-diler            |

Magánhangzókhoz -y- kötőhanggal kapcsolódik.
Külön szóként is használható, ilyenkor az alakja "idi" és természetesen ennek változatai a fenti táblázat alapján, de ilyenkor nem követi a magánhangzóharmóniát.
Bizonytalan múltban is létezik személyragváltozat, az szabályosan képződik és lejjebb, az igeidőknél látható is lesz a módja.

### Főnévi igenév
A török nyelvben a főnévi igenévnek kétféle alakja létezik:
- gel-mek (magas hangrendű szótövek esetén)
- al-mak (mély hangrendű szótövek esetén)

Amikor a főnévi igenév jelét leválasztjuk az igéről, megkapjuk annak a tövét. Ehhez a tőhöz járulnak az igeidő jelei, ill. a személyragok. Az igék szótári alakja a főnévi igenév.

## Igeidők

### Jelen idő

#### Egyszerű jelen
- Képzése:  jelenidő jele + személyrag: -iyor/-ıyor/-üyor/-uyor + um/sun/∅/uz/sunuz/lar
- Ha az ige töve magánhangzóra végződik, akkor azt a jelen idő jele előtt el kell hagyni-

anl-a-mak
anl-ıyor-um
anl-ıyor-sun
anl-ıyor
anl-ıyor-uz
anl-ıyor-sunuz
anl-ıyor-(lar)
A jelen idő jelének első magánhangzója a magánhangzó-harmónia törvényei szerint alakul.

##### Az egyszerű jelen idő kérdő alakja
Az ige jelen idejű kérdő formájának képzésekor az ige rag nélküli alakja után a mu kérdőszót tesszük. Ehhez a kérdőszóhoz kapcsolódnak a személyragok.
gel-mek = jönni
gel-iyor mu-y-um?
gel-iyor mu-sun?
gel-iyor mu?
gel-iyor mu-y-uz?
gel-iyor mu-sunuz?
gel-iyor-lar mı?

##### Az egyszerű jelen idő tagadása
- A tagadás jele: -ma-/-me-
- Jelen időben ez a jel -m-mé rövidül

gel-mek
gel-m-iyor-um
gel-m-iyor-sun
gel-m-iyor
gel-m-iyor-uz
gel-m-iyor-sunuz
gel-m-iyor-(lar)

##### Az egyszerű jelen idő tagadó-kérdő alakja
A kérdő és tagadó alakok összevonásával képezzük:
1. az ige tagadó főnévi igenévi alakja (gel-m-iyor)
2. ezután az alak után a mu kérdőszócska következik a személyraggal (gel-m-iyor mu)

- A tagadószócska is mindig követi a magánhangzó-harmónia elvét, tehát alakjai: mi/mı/mü/mu ⇒ a jelen időben az "o" után értelemszerűen csak a mu alak használatos.

gel-mek
gel-m-iyor mu-y-um?
gel-m-iyor mu-sun?
gel-m-iyor mu?
gel-m-iyor mu-y-uz?
gel-m-iyor mu-sunuz?
gel-m-iyor-lar mı?

#### Széles jelen
- A széles jelen jele: -er-/-ar-
- A széles jelen idő jele az igető és a személyragok között helyezkedik el.

düş-mek
düş-er-im
düş-er-sin
düş-er
düş-er-iz
düş-er-siniz
düş-er-(ler)

##### A széles jelen kérdő alakja
Képzése:
igető + ar/er + mu/mi + személyrag
uç-mak (repülni)
uç-ar mı-y-ım?
uç-ar mı-sın?
uç-ar mı?
uç-ar mı-y-ız?
uç-ar mı-sınız?
uç-ar-(lar) mı?

##### A széles jelen tagadó alakja
- Képzése: igető + ma/me + személyrag
- E/2 személyben a tagadás jele és a személyrag között egy z van
- E/3 személy ragja: z
- T/1 személyben egy kötő y hang van
- T/2 személyben a tagadás jele és a személyrag között egy z van
- T/3 személyben a személyrag: z

üzül-mek (szomorkodni)
üzül-me-m
üzül-me-z-sin
üzül-me-z
üzül-me-y-iz
üzül-me-z-siniz
üzül-me-z-(ler)

##### A széles jelen tagadó-kérdő alakja
- Képzése:: igető + ma/me + z + a kérdőszó megfelelő alakban

benze-mek (hasonlítani)
benze-me-z mi-y-im?
benze-me-z mi-sin?
benze-me-z mi?
benze-me-z mi-y-iz?
benze-me-z mi-siniz?
benze-me-z-(ler) mi?

### A múlt idő
A török nyelvben több múlt idő van.

#### Biztos múlt
- Képzése:

igető + di/dı/dü/du + személyragok

illetve ç, f, h, k, p, s, ş, t után + ti/tı/tü/tu
- Személyragjai:

| gel-di-m   | yap-tı-m   |
| gel-di-n   | yap-tı-n   |
| gel-di-Ø   | yap-tı-Ø   |
| gel-di-k   | yap-tı-k   |
| gel-di-niz | yap-tı-nız |
| gel-di-ler | yap-tı-lar |

##### Kérdő alak
- A szabály a biztos múlt időben kicsit eltér a jelen idő szabályától

gel-mek
gel-di-m mi?
gel-di-n mi?
gel-di mi?
gel-di-k mi?
gel-di-niz mi?
gel-di-(ler) mi?

##### Tagadó alak
bul-mak (találni)
bul-ma-dı-m
bul-ma-dı-n
bul-ma-dı
bul-ma-dı-k
bul-ma-dı-nız
bul-ma-dı-(lar)

##### Tagadó-kérdő alak
- Képzése:

1. múlt idejű tagadó alak
2. kérdő szócska megfelelő alakja

bul-mak
bul-ma-dı-m mı?
bul-ma-dı-n mı?
bul-ma-dı mı?
bul-ma-dı-k mı?
bul-ma-dı-nız mı?
bul-ma-dı-(lar) mı?

#### Bizonytalan múlt
- Képzése: -igető + -miş/-mış/-müş/-muş

| gel-mek (jönni) | yıkan-mak (mosakodni) | öldür-mek (megölni) | duy-mak (hallani) |
| gel-miş-im      | yıkan-mış-ım          | öldür-müş-üm        | duy-muş-um        |
| gel-miş-sin     | yıkan-mış-sın         | öldür-müş-sün       | duy-muş-sun       |
| gel-miş         | yıkan-mış             | öldür-müş           | duy-muş           |
| gel-miş-iz      | yıkan-mış-ız          | öldür-müş-üz        | duy-muş-uz        |
| gel-miş-siniz   | yıkan-mış-sınız       | öldür-müş-sünüz     | duy-muş-sunuz     |
| gel-miş-ler     | yıkan-mış-lar         | öldür-müş-ler       | duy-muş-lar       |

##### Kérdő alak
- Képzése:

1., múlt idejű főnévi igenév személyrag nélkül
2., a tagadószócska megfelelő alakban a személyragokkal
- Használata:

Ezt az igeidőt történetek elmesélésére használják, abban az esetben, ha a beszélő nem volt szemtanúja az eseményeknek, csak "hallotta", "mondták" neki. Akkor is használjuk, ha el akarunk távolodni a beszélgetés tárgyától, például ha török vendéglátónk megmutatja újonnan vásárolt szőnyegét, tetszésnyilvánításképpen azt mondjuk: güzelmiş, vagyis szépnek találjuk, udvariasak vagyunk, de nem akarjuk "megszerezni" magunknak. Használjuk még, ha hirtelen fedezünk fel valamilyen dolgot, például A-a. Çorabım kaçmış! azaz Nahát, felszaladt a harisnyám! vagy valamiben bizonytalanok vagyunk: Doğru mu yapmışım? → Vajon jól csináltam?
gül-mek
gül-müş mü-y-üm?
gül-müş mü-sün?
gül-müş mü?
gül-müş mü-y-üz?
gül-müş mü-sünüz?
gül-müş-(ler) mi?

##### Tagadó alak
- Képzése: igető+ma/me+miş/mış/müş/muş+ személyrag

çevir-mek (fordítani)
çevir-me-miş-im
çevir-me-miş-sin
çevir-me-miş
çevir-me-miş-iz
çevir-me-mişsiniz
çevir-me-miş-(ler)

##### Tagadó-kérdő alak
Képzése:
igető+ma/me+miş/mış/müş/muş és az egyeztetett tagadószócska a személyragokkal
ver-mek (adni)
ver-me-miş mi-y-im?
ver-me-miş mi-sin?
ver-me-miş mi?
ver-me-miş mi-y-iz?
ver-me-miş mi-siniz?
ver-me-miş-(ler) mi?

#### A régmúlt
- Képzése: -igető + -mişti/-mıştı/-müştü/-muştu. Lényegében a bizonytalan múlt és a múltidejű személyragok együttesen alkalmazva.

gelmek (jönni)
gel-miştim

gel-miştin

gel-mişti

gel-miştik

gel-miştiniz

gel-mişti(ler)
- Használata: az angol Past Perfect igeidejének megfelelő, előidejűséget fejez ki: Çok yanlış yapmıştı. Yardım etmeliydim. = Sok hibát vétett. Segítenem kellett. (Előbb hibázott, én később segítettem)

##### A régmúlt kérdő alakja
gel-miş miydim?

gel-miş miydin?

gel-miş miydi?

gel-miş miydik?

gel-miş miydiniz?

gel-mişler miydi?

##### A régmúlt tagadó alakja
gel-me-miştim

gel-me-miştin

gel-me-mişti

gel-me-miştik

gel-me-miştiniz

gel-me-mişlerdi

##### A régmúlt tagadó-kérdő alakja
gel-me-miş miydim?

gel-me-miş miydin?

gel-me-miş miydi?

gel-me-miş miydik?

gel-me-miş miydiniz?

gel-me-miş-ler miydi?

#### Folyamatos múlt
- Képzése: – igető + yor + du + személyrag
- Használata – a múltban történt folyamatos események kifejezésére; a beszélő maga cselekedett vagy szemlélője volt az eseményeknek. Pl: Dün gece televizyon seyrediyordum. = Tegnap (egész) este tévét néztem (folyamatosan).

gelmek (jönni)
gel-iyor-du-m

gel-iyor-du-n

gel-iyor-du

gel-iyor-du-k

gel-iyor-du-nuz

gel-iyor-du-lar; gel-iyor-lar-dı

##### Kérdő alak
gel-iyor mu-y-du-m?

gel-iyor mu-y-du-n?

gel-iyor mu-y-du?

gel-iyor mu-y-du-k?

gel-iyor mu-y-du-nuz?

gel-iyor-lar mı-y-dı; gel-iyor-du-lar mı?

##### Tagadó alak
gel-m-iyor-du-m

gel-m-iyor-du-n

gel-m-i-yor-du

gel-m-iyor-duk

gel-m-iyor-du-nuz

gel-m-iyor-du-lar; gel-m-iyor-lar-dı

##### Tagadó-kérdő alak
gel-m-iyor mu-y-du-m?

gel-m-iyor mu-y-du-n?

gel-m-iyor mu-y-du?

gel-m-iyor mu-y-du-k?

gel-m-iyor mu-y-du-nuz?

gel-m-iyor-lar mı-y-dı; gel-m-iyor-du-lar mı?

#### Bizonytalan folyamatos múlt
- Képzése: – igető+ yor + muş + személyrag
- Használata: Múltban történt folyamatos cselekvés, de a beszélő nem volt szemtanúja az eseményeknek.

gelmek:
gel-iyor-muş-um

gel-iyor-muş-sun

gel-iyor-muş

gel-iyor-muş-uz

gel-iyor-muş-sunuz

gel-iyor-muş-lar; gel-iyor-lar-mış

##### Kérdő alak
gel-iyor-muş mu-y-um?

gel-iyor-muş mu-sun?

gel-iyor-muş mu?

gel-iyor-muş mu-y-uz?

gel-iyor-muş mu-sunuz?

gel-iyor-muş-lar mı; gel-iyor-lar-mış mı?

##### Tagadó alak
gel-m-iyor-muş-um

gel-m-iyor-muş-sun

gel-m-iyor-muş

gel-m-iyor-muş-uz

gel-m-iyor-muş-sunuz

gel-m-iyor-muş-lar

##### Tagadó-kérdő alak
gel-m-iyor-muş mu-y-um?

gel-m-iyor-muş mu-sun?

gel-m-iyor-muş mu?

gel-m-iyor-muş mu-y-uz?

gel-m-iyor-muş mu-sunuz?

gel-m-iyor-muş-lar mı; gelmiyorlarmış mı?

### Jövő idő
Csak egy jövő idő van, melynek jelei: -acak/-ecek
| Gelmek (jönni) | duymak (hallani) |
| gel-eceğ-im    | duy-acağ-ım      |
| gel-ecek-sin   | duy-acak-sın     |
| gel-ecek       | duy-acak         |
| gel-eceğ-iz    | duy-acağ-ız      |
| gel-ecek-siniz | duy-acak-sınız   |
| gel-ecek-(ler) | duy-acak-(lar)   |

#### A jövő idő kérdő alakja
- Képzése:
  - jövő idejű főnévi igenév (gel-ecek/duy-acak) + a kérdőszócska megfelelő alakja a személyragokkal.
  - jövő időben a kérdószócskának két alakja van: mi és mı

gel-mek
gel-ecek mi-y-im?
gel-ecek mi-sin?
gel-ecek mi?
gel-ecek mi-y-iz?
gel-ecek mi-siniz?
gel-ecek-(ler) mi?

#### A jövő idő tagadó alakja
- Képzése: igető+ma/me+y kötőhang+acak/ecek+személyrag

duy-acak
duy-ma-y-acağ-ım
duy-ma-y-acak-sın
duy-ma-y-acak
duy-ma-y-acağ-ız
duy-ma-y-acak-sınız
duy-ma-y-acak-(lar)

#### A jövő idő tagadó-kérdő alakja
- Képzése: igető+ma/me+y kötőhang+acak/ecek és a kérdőszócska megfelelő alakja a személyragokkal

it-mek (tolni)
it-me-y-ecek mi-y-im?
it-me-y-ecek mi-sin?
it-me-y-ecek mi?
it-me-y-ecek mi-y-iz?
it-me-y-ecek mi-siniz?
it-me-y-ecek-(ler) mi?

### A szükségesség kifejezése
- A török nyelvben a szükségességet az igetőhöz kapcsolt -malı/-meli ragokkal fejezzük ki.

menni kell = git-meli
inni kell = iç-meli
feküdni kell = yat-malı
érezni kell = duy-malı
- Amennyiben a szükségesség személytelen kifejezését akarjuk kifejezni akkor a főnévi igenévhez kell kapcsolni a lâzim szócskát.

git-mek lâzım
iç-mek lâzım
yat-mak lâzım
duy-mak lâzım
- A szükségességet egyéb személyekben is ki tudjuk fejezni, akkor a malı/meli raghoz kapcsoljuk a személyragot.

Budapeşte'ye git-meli-y-im = Budapestre kell mennem
Tren hemen hareket et-meli = A vonatnak azonnal indulnia kell
Yarın çok erken kalk-malı-y-ım = Holnap nagyon korán kell felkelnem

### Az akarat kifejezése
Használata egyszerű: főnévi igenév + istemek ige ragozott alakja. Ez az alak nem udvariatlan, így bátran használható.
Kendimi gör-mek ist-iyor-um = Látni akarom magam
Lütfen, su ist-iyor-uz = Kérem, vizet szeretnénk
İki tane elma ist-iyor-um = Két darab almát szeretnék

### A ható ige
Amennyiben udvarias kérdést szeretnénk feltenni, akkor ezt megtehetjük a magyarban már ismert "tudna ön…?" formával is. Használata szintén könnyű.
- Képzése: ige + (y)abilir/(y)ebilir + személyrag
- A ható igéknél a személyragok az alábbiak: -im/-sin/-/-iz/-siniz/-(ler)

gel-mek
gel-ebilir mi-y-im?
gel-ebilir mi-sin?
gel-ebilir mi?
gel-ebilir mi-y-iz
gel-ebilir mi-siniz
gel-ebilir-(ler) mi?
yaz-mak
yaz-abilir mi-y-im?
yaz-abilir mi-sin?
yaz-abilir mi?
yaz-abilir mi-y-iz?
yaz-abilir mi-siniz?
yaz-abilir-(ler) mi?
A ható ige más esetekben is használható a "tudni" kifejezésére. Ezek a példák széles jelenben állnak, de ha nem kérésre használjuk, bármilyen időbe tehető.
Tagadása rendndhagyó: -ama, -eme például yazabilirim – írhatok, tudok írni; yazamam – nem írhatok, nem tudok írni.
Van egy speciális változata, a tagadó ige ható alakja: -mayabil, -meyebil, amely jelentése: "tudni nem tenni" például yazmayabilirim – tudok nemírni, tulajdonképpen: nem muszáj írnom.

## Jelzők
A jelző a mienkhez hasonlóan a törökben is a jelzett szó előtt áll és nem egyeztetjük; nem változik sem számban, sem esetben. A melléknevet segédige nélkül is használhatjuk állítmánynak (bu çiçek güzel = ez a virág szép)

### Melléknevek fokozása
- alapfok : güzel
- középfok: daha güzel
- felsőfok: en güzel

Bu kitap güzel. Ama şu daha güzel = Ez a könyv szép. De ez még szebb

### Összehasonlítás
- alapfok: …gibi/kadar

Bu kitap şunun kadar / şunun gibi güzel = ez a könyv olyan szép, mint az

Melek gibi güzelsin = Olyan szép vagy, mint egy angyal

Ferman Cem'e kadar / Cem gibi naziktir = Ferman olyan kedves, mint Cem
- középfok: Ha két dolgot vagy személyt hasonlítunk össze, akkor a második tárgy vagy személy távolító esetbe kerül

Mustafa Ali'den daha zeki = Musztafa okosabb Alinál.
- felsőfok:

Mustafa sınıfta en yüksek = Musztafa a legmagasabb az osztályban

## Névelők
Csak határozatlan névelője van: bir.
- Használata:

İstanbul güzel bir şehirdir. = Isztambul (egy) szép város.
Anneme güzel bir çiçek aldım.    ⇔ Anneme bir güzel çiçek aldım.

Szép virágot vettem anyámnak ⇔ Egy szál szép virágot vettem anyámnak
Vagyis ha a bir a melléknév előtt áll, akkor határozott tárgyra utal, amiből egy darab van, viszont ha a melléknév és a főnév között áll, akkor határozatlan dolgot jelöl.

## Névutók
A török nyelv a magyarhoz hasonlóan gyakran használ névutókat. Azonban vannak, olyan névutók, amelyek előtt a főneveket bizonyos esetekbe kell tenni. Ezek a névutók a ragozott főnév után állnak.

### Részes esettel járó névutók
A főnév ilyenkor (y)a/(y)e ragokat vesz fel
- kadar = -ig
- rağmen = annak ellenére, hogy
- göre = szerint

### Távolító esettel járó névutók
A főnév ragja : -dan/-den/-tan/-ten
- başka = más, kívül
- beri = óta
- önce = előtt
- sonra = után

### Alany vagy birtokos esettel járó névutók
Ezeknél a névszóknál fontos megemlíteni, hogy amennyiben a névutó főnévhez kerül azt alanyesetbe kell tenni, ha azonban névmáshoz járul, azt birtokos esetbe kerül.
- gibi = ként, mint
- için = ért, végett, -nak/-nek
- hakkında = -ról/-ről
- ile = -val/-vel

## Szórend
- A török mondat általában S+O+V azaz alany-tárgy-állítmány szórendű:
  - Kadın kitabı okudu. ⇒ A nő elolvasta a könyvet.
- A határozószók az ige elé kerülnek:
  - Ali dün gece bahçede su içiyordu. ⇒ Ali tegnap este a kertben vizet ivott.

A határozók sorrendje általában a következő: időhatározó + helyhatározó + módhatározó + okhatározó
- Ha hangsúlyozni akarunk egy bizonyos szót, azt az ige elé tesszük:
  - Ali Ankara'ya gitti. ⇒ Ali Ankarába ment
  - Ankara'ya Ali gitti. ⇒ Ali ment Ankarába.
  - Ali Ankara'ya otobüsle gitti. ⇒ Ali Anakrába busszal ment. ⇔ Ali otobüsle Ankara'ya gitti. ⇒ Ali busszal Ankarába ment.

## Hangsúly
A török szavak általában véghangsúlyosak, de a hangsúly nem olyan erős, mint például az angol nyelvben és nincs jelentésmegkülönböztető szerepe sem, kivéve a birtokos személyrag és a létige személyragjának megkülönböztetésekor. A szabály az, hogy a birtokos személyrag hangsúlyos, míg a létige személyragja hangsúlytalan, azaz az előtte lévő szótagra esik a hangsúly:
- öğretmenim: az én tanárom
- öğretmenim: tanár vagyok

A szabály szerint a tagadó '-ma/-me rag hangsúlytalan, azért, hogy megkülönböztethető legyen a rövid főnévi igenévi alaktól, amelyek leginkább szóösszetételekben fordulnak elő:
- İçme suyu: ivóvíz; tehát ha a "me" ragra esik a hangsúly, rövid főnévi igenév keletkezik.
- İçme suyu: ne idd meg azt a vizet!
- Természetesen ez a szabály nem csak a felszólításra vonatkozik: Bunu yap-a-madım ⇒ Ezt nem tudtam megcsinálni.

A véghangsúlyozás alól további kivételek a következőek:
- helységnevek: például Londra, İstanbul, Ankara
- határozószók: például sonra, şimdi
- Néhány külföldi jövevényszó
- Ahol az utolsó szótag a létige ragozott alakja: başbakanım

## Számnevek
1. bir
2. iki
3. üç
4. dört
5. beş
6. altı
7. yedi
8. sekiz
9. dokuz
10. on
11. on bir
12. on iki
13. on üç
14. on dört
15. on beş
16. on altı
17. on yedi
18. on sekiz
19. on dokuz
20. yirmi
21. yirmi bir
22. yirmi iki
23. yirmi üç

…
0 sıfır
30 otuz
40 kırk
50 elli
60 altmış
70 yetmiş
80 seksen
90 doksan
100 yüz
1000 bin
10.000 on bin
100.000 yüz bin
1.000.000 bir milyon

### Sorszámnevek
A sorszámnevek képzésekor a szám nevéhez képzőket kapcsolunk a magánhangzó harmónia szabályai szerint.
Ezek a képzők:
- (i)nci >>> bir-inci (1.)
- (ı)ncı >>> altı-ncı (6.)
- (u)ncu >>> dokuz-uncu (9.)
- (ü)ncü >>> üç-üncü (3.)

## Dátum

### Az évszakok
ilkbahar = tavasz
yaz = nyár
sonbahar = ősz
kış = tél

### A hónapok
ay = hónap
Ocak = január
Şubat = február
Mart = március
Nisan = április
Mayıs = május
Haziran = június
Temmuz = július
Ağustos = augusztus
Eylül = szeptember
Ekim = október
Kasım = november
Aralık = december

### A hét napjai
Pazartesi = hétfő
Salı = kedd
Çarşamba = szerda
Perşembe = csütörtök
Cuma = péntek
Cumartesi = szombat
Pazar = vasárnap

### A dátum
A dátum kifejezése fordítva történik, mint a magyarban:
İki Ağustos, bin dokuz yüz seksen sekiz = 1988. augusztus másodika

## Mindennapi kifejezések
A török nyelvben számos megrögzött, formális kifejezés található, melyet gyakran használnak.
|                         | Szó szerinti fordítás                     | Jelentés |
| ----------------------- | ----------------------------------------- | --- |
| Merhaba                 | Üdvözlet (Arab)                           | Helló, szia |
| Alo                     | Helló (francia "allô")                    | (telefonban: Ott vagy még?) |
| Efendim?                | Uram                                      | 1. Igen (telefon felvételekor; 2. Uram/Asszonyom (udvarias megszólítás, függetlenül nemtől, kortól, családi állapottól); 3. Elnézést, megismételné?  |
| Günaydın                | [A] nap fényes                            | Jó reggelt! |
| İyi günler              | Jó napok                                  | Jó napot! |
| İyi akşamlar            | Jó esték                                  | Jó estét! |
| İyi geceler             | Jó éjszakák                               | Jó éjszakát! |
| Evet/Öyle               | igen                                      | |
| Yok/Öyle değil          | nem                                       | |
| Belki                   | talán                                     | |
| Hoş geldiniz            | Jól jöttek                                | Üdvözlöm/Üdvözöljük |
| Hoş bulduk              | Jónak találtuk                            | Örülök/örülünk, hogy itt lehetek (-ünk) |
| Nasılsın?               | Hogy vagy?                                | Hogy vagy? |
| Nasılsınız?             | Hogy van (ön)/vagytok?                    | Hogy van (ön) /vagytok? |
| İyiyim, siz nasılsınız? | Jól vagyok, ön hogy van?                  | |
| Ben de iyiyim           | Én is jól vagyok                          | |
| Bağışlayınız            | Ön megbocsát                              | Elnézést |
| Lütfen                  | Kérem                                     | Kérem, légy szíves, legyen szíves |
| Teşekkür ederim         | Köszönöm                                  | Köszönöm |
| Bir şey değil           | Ez semmi                                  | Semmiség, szívesen |
| Rica ederim             | Kérek valamit                             | Szóra sem érdemes; szívesen; Ne mondj ilyeneket magadról; Ne mondj ilyen jókat rólam                                                                 |
| Estağfurullah           | Isten megbocsátását keresem (muszlim ima) | (hasonló a rica ederim-hez) |
| Geçmiş olsun            | Legyen a múlté                            | Jobbulást (bármiylen nehéz helyzetben lévőnek mondhatjuk, nem csak betegség esetén, vagy olyasvalakinek is, aki éppen nehéz dolgokon ment keresztül) |
| Başınız sağ olsun       | Legyen a (z ön) feje egészséges           | Részvétem |
| Elinize sağlık          | Egészség a kezének                        | (Gratuláció annak, aki finomat főzött, vagy más dolgot csinált, ami tetszik nekünk)                                                                  |
| Afiyet olsun/ Yarasın   | Egészséges legyen                         | Jó étvágyat! |
| Kolay gelsin            | Jöjjön könnyen                            | (annak mondjuk, aki dolgozik valamin, vagy vizsgára készül stb.)                                                                                     |
| Güle güle kullanın      | Használja mosolyogva                      | (annak mondjuk, aki valami új dolgot vett) |
| Sıhhatler olsun         | Legyen egészséges (az)                    | (annak mondjuk, aki épp fürdött, hajat vágatott vagy borotválkozott)                                                                                 |
| Hoşça kal(ın)           | Maradj(on) jól                            | Viszlát! (Az mondja, aki elmegy) |
| Güle güle               | (Menj) mosolyogva                         | Viszlát! (Az mondja, aki marad) |
| Allah'a ısmarladık      | Istenhez rendeltünk (téged)               | Viszlát (Annak mondjuk, aki marad (és sokáig nem fogjuk látni)                                                                                       |

## Lásd még
- Jövevényszavak a török nyelvben